# Bai (jezik)
bai (bari; ISO 639-3: bdj), ubanški jezik nigersko-kongoanske porodice kojim govore pripadnici etničke grupe Bai u dva sela u južnom Sudanu. Govori ga 2 500 ljudi (1971 Welmers) bilingualnih i u jeziku ndongo. 
Najbliži je jeziku belanda viri s kojim pripada užoj skupini sere-bviri.

## Vanjske poveznice
- Ethnologue (14th)
- Ethnologue (15th)